# 1954年汝箕沟煤矿矿难
1954年汝箕沟煤矿矿难是发生于1954年2月13日汝箕沟煤矿（今宁夏回族自治区石嘴山市大武口區）的一起瓦斯爆炸的矿难，事故导致13人死亡，1人重伤，3人轻伤。

## 经过
2月7日下午3时，一名工人在五道巷擦火柴吸烟，导致局部的瓦斯爆炸，虽未造成死亡，但致使8人重伤，11人轻伤。事故发生后煤矿立即停止作业。在次日9时，副矿长带领有关人员下矿检查时未发现瓦斯积聚。检查队虽携带了瓦斯检定器，但没有人会使用，只是凭感觉检查。于是让一、二、四道巷开始作业，五、六、七道巷进行风墙的修理维护，并清理巷道。下午3时正式开始作业。13日1时，一组工人正在进行休息，这时有矿工试图吸烟，突然发生了爆炸。爆炸也使风墙倒塌，压死风墙修理工2人，其余10人窒息死亡。经过三次营救，在当日下午将遇难矿工尸体全部运出。

## 原因
安全意识淡薄，违章指挥，违章作业，干部、工人的素质较低，缺乏基本的安全知识和仪器使用技能。且规章制度不严，有矿工带火柴下井甚至吸烟，导致了此次矿难的发生。